# حبان (شبوة)

تعديل مصدري - تعديل

حبان هي مدينة ومركز مديرية حبان بمحافظة شبوة اليمنية، بلغ تعداد سكانها 4466 نسمة حسب الإحصاء الذي أجري عام 2004. تعتبر من المدن التاريخية العريقة في اليمن حيث تتمتع بتاريخ طويل يعود إلى فترات ما قبل الميلاد. كما يوجد في المدينة العديد من المعالم والآثار. وقد أصبحت حبان في القرن السابع الهجري عاصمة للدولة الواحدية واستمرت حتى منتصف القرن الرابع عشر الهجري.

## التاريخ
إن أول إشارة لقبيلة حبان ترجع إلى مطلع القرن السابع قبل الميلاد عندما وقفت مملكة حضرموت ضد أوسان مساندة بل عضوًا مؤسسًا للحلف السبئي القتباني الحضرمي المناوئ لأوسان. توجهت جيوش ذلك الحلف بقيادة كرب السبئي لحرب أوسان ومن المناطق التي حاربوا فيها أوسان كان وادي ميفعة. وقد تم حرق مدينة حبان كما أحرقت أيضاً مدن القبائل المجاورة لها في ميفعة وهي قبيلة (ذ ي ب) التي يعتقد أنها قبيلة الذييبي المقيمة في منطقة ميفعة والمطهاف وسواحل ميفعة.
أما ثاني ذكر لحبان فقد جاء في حوالي منتصف القرن الثالث الميلادي وهي تشكل أذوائية يرأسها شخص يدعى سلمان أو سليمان بن ينأد (س ل م ن / ب ن / ي نأ د) ووصف نفسه أنه ذو حبان، و«ذو» في النقوش مرتبة اجتماعية تماثل «القيل» الذي يعتبر حاكمًا إقليميًا ولا يعلوه في سلم الحكم إلا الملك. وقد دون سلمان ذو حبان مع زميل له من آل ذييب اسمه «يروبن ذييب» نقشًا تذكاريًا في العقلة القريبة من شبوة بمناسبة حضورهما احتفالات تتويج الملك الحضرمي «يدع ال بين بن ربشمس» في حوالي القرن الثالث الميلادي.
كانت حبان في إحدى الحقب التاريخية القديمة تابعة لدولة أوسان وعرفت حيناً باسم «حب» وحينًا آخر باسم «ذوحبنن» وكانت كذلك محطة للقوافل المحملة القادمة من ميناء قنا وفيما بعد من ميناء بلحاف في طريقها إلى شمال الجزيرة العربية عبر بيحان ومأرب وحريب والبيضاء وغيرها.

### سلطنة الواحدي
من القرن التاسع ومايليه تعاقب سلاطين آلِ عبد الواحد على الحكم في مدينة حبان لعدة قرون ومن أشهرهم عبد الواحد بن صلاح بن روضان الواحدي (المتوفى 991 هـ)، وقد عاصر السلطان الكثيري بدر بوطويرق المشهور وتصدى لحملاته المتكررة على حبان خلال عامي 962 و963 هـ.
وكان آخر من حكم فيها من سلاطين آلِ عبد الواحد هو السلطان حسين بن عبد الله بن حسين بن محسن الواحدي وبعده تم توحيد سلطنات الواحدي الثلاث (حبان - بلحاف - عزان) تحت حكم سلطان واحد هو السلطان ناصر بن عبد الله بن محسن الواحدي وانتقلت العاصمة من حبان إلى ميفعة.

## المعالم

### المصنعة

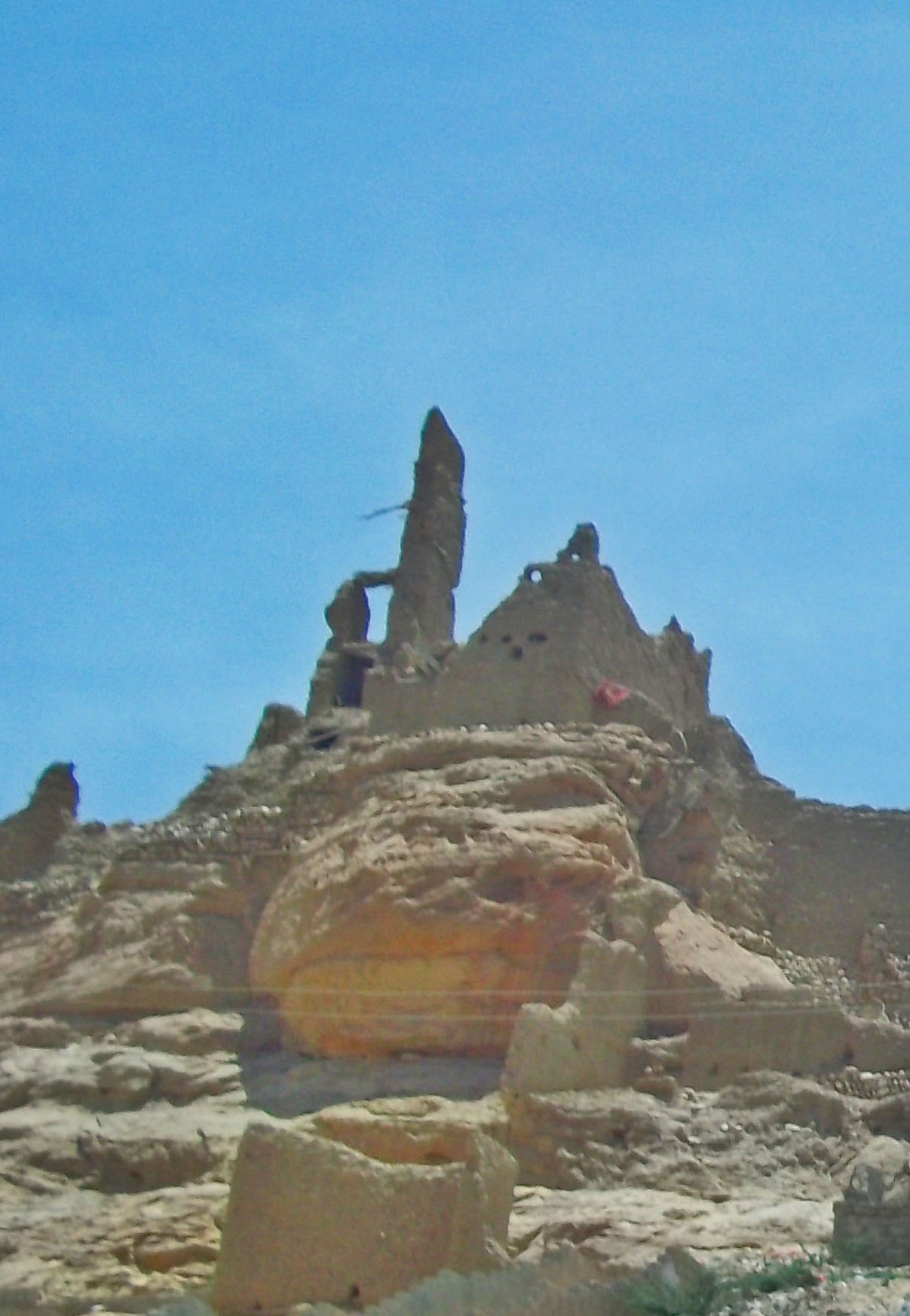
بقايا وآثار المصنعة، الصورة التقطت عام 2013

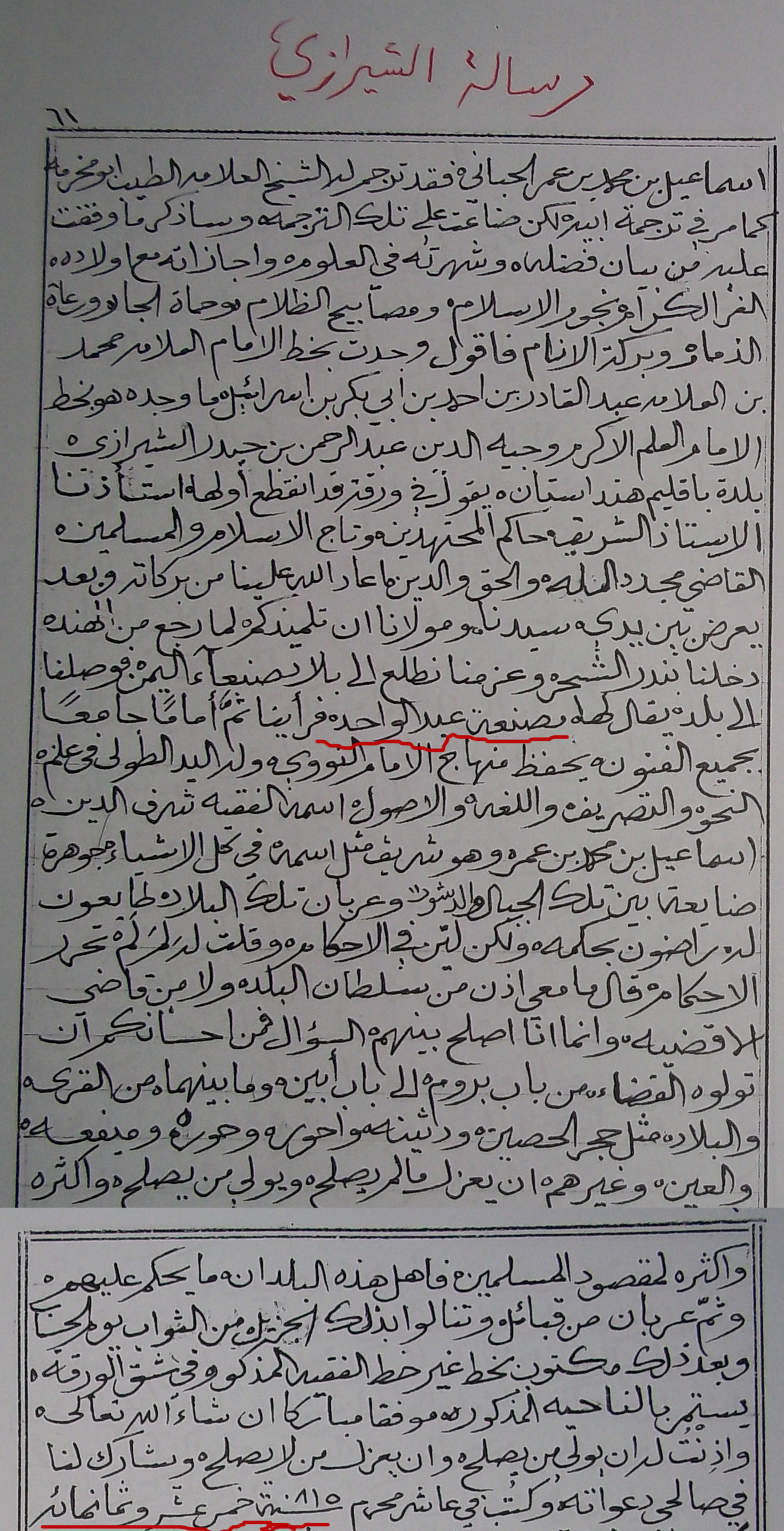
نص رسالة الشيرازي

تقع مصنعة حبان على كورة تسمى «حاقر» وكانت مقرًا للسلاطين آلِ عبد الواحد، وكانت حبان تسمى قديما بمصنعة عبد الواحد نسبة إلى جد آلِ عبد الواحد كما ورد في مخطوط «الكوكب الأزهر» للسيد سالم بن أحمد المحضار، وذكرت باسم مصنعة عبد الواحد في بعض المخطوطات مثل مخطوط أبو المعالي عبد الرحمن بن حيدر الشيرازي الدهقلي من علماء القرن التاسع الهجري، حيث زار المنطقة سنة 813 هـ والتقى فيها الشيخ إسماعيل بن محمد بن عمر المالكي، وكتب بعدها إلى قاضي القضاة يطلب منه تولية الشيخ إسماعيل القضاء على حبان وما جاورها، وقد جاء الرد بالموافقة من قاضي القضاة في محرم عام 815 هـ. نقل نص الرسالة في عدد من المخطوطات مثل مخطوط «الياقوتة الوقادة» لأحمد بن عبد القادر الروضي، كما نقلها السيد سالم بن أحمد المحضار في «الكوكب المنيرالأزهر»، والسيد علوي بن طاهر الحداد في كتاب «الشامل» ، و قد ذكر أيضاً العلامة الطيب بن عبدالله بامخرمة في كتابه « النسبة إلى المواضع والبلدان» مانصه الحباني: نسبة إلى حبان بالفتح وتشديد الموحدة ثم ألف ونون، واد باليمن من قرى تزرع على المطر، ولم يكن فيه آبار ولا غيول، ومدينتها المصنعة بفتح الميم وسكون الصاد المهملة وفتح النون والعين المهملة ثم هاء.

### جامع حبان
تكثر في مدينة حبان المساجد التاريخية أقدمها هو جامع حبان التاريخي. يعتقد أن جامع حبان تأسس عام 266 هـ. ذكر المؤرخ سالم بن أحمد المحضار في «الكوكب المنير الأزهر» أنه وجد بخط الشيخ محمد بن علي الخطيب أنه وجد بخط الشيخ عبد الله بن محمد الخطيب ما نصّه «أن جامع حبان بني في سنة 266 للهجرة». وذكر المؤلف أيضًا في موضع آخر من المخطوط أنه قد دعي فيه للخليفة الراشد عمر بن عبد العزيز، وهذان لاشك أنهما قولان متناقضان، لأن وفاة الخليفة عمر بن عبد العزيز كانت سنة 101 هـ فكيف يُدعى له بعد وفاته، ومما ذكره المؤلف أيضًا أنه وجد في جانب منبر جامع حبان الأيمن أنه عمر في سنة 873 هـ.
ومن مساجد حبان أيضًا:
- مسجد باسيلان، ويعتبر ثاني مسجد من حيث القدم بعد جامع حبان.
- مسجد النور، ويقع في حافة آل ذيبان.
- مسجد الهدار، وقد كان يعرف بمسجد الروضة وقد أسسه محمد بن حسين ابريق الحباني عام 1207 هـ.
- مسجد عقيل، وهو المسجد الواقع غرب مدينة حبان.
- مسجد باسويد، ويقع في سوق الولجة.
- مسجد الإمام علي بن أبي طالب.

### بئر مبارك
وهي بئر تاريخية وسميت باسم من حفرها وهو مبارك بن عمر الواحدي، وكان أول من بدأ بحفر البئر في القرن التاسع الهجري شخص يدعى أحمد بن يوسف يعرف باسم «الديك» غير أنه لم يكمل الحفر، فأتم حفرها مبارك بن عمر الواحدي رغبة منه في الأجر والثواب. وقد جددها في نهاية القرن الثالث عشر الهجري المنصب علي بن حسين بن علي المحضار، أما الآن فقد استغني عنها وهي آخر بئر يدوي في حبان تم الاستغناء عنها بالآبار الارتوازية.

## الأعلام
- محمد بن عمر إبراهيم، من علماء حبان الذين أمّوا جامع حبان وله أولاد كلهم علماء ولهم مؤلفات كثيرة.
- عمر بن إبراهيم، عاش بين عامي 930 - 995 هـ.
- عبد العليم أبو بكر الشبلي، وأبناؤه أبو بكر ومحمد وإسماعيل.
- كان يسكن حبان حوالي 500 يهودي نقلوا إلى فلسطين عام 1948.